# Neusiß
Neusiß è una frazione della città tedesca di Plaue.